# Messor lamellicornis
Messor lamellicornis är en myrart som beskrevs av Arnol'di 1968. Messor lamellicornis ingår i släktet Messor och familjen myror. Inga underarter finns listade i Catalogue of Life.